# 고라쿠엔 구장
고라쿠엔 구장(일본어: 後楽園球場, こうらくえんきゅうじょう, 영어: Korakuen Stadium)은 일본 도쿄도 분쿄구에 예전에 있었던 야구장이며, 정식 명칭은 고라쿠엔 스타디움(後楽園スタヂアム). 주식회사 고라쿠엔 스타디움(현 회사명 : 주식회사 도쿄 돔)이 관리하고 있었다.